# Illa de Ross

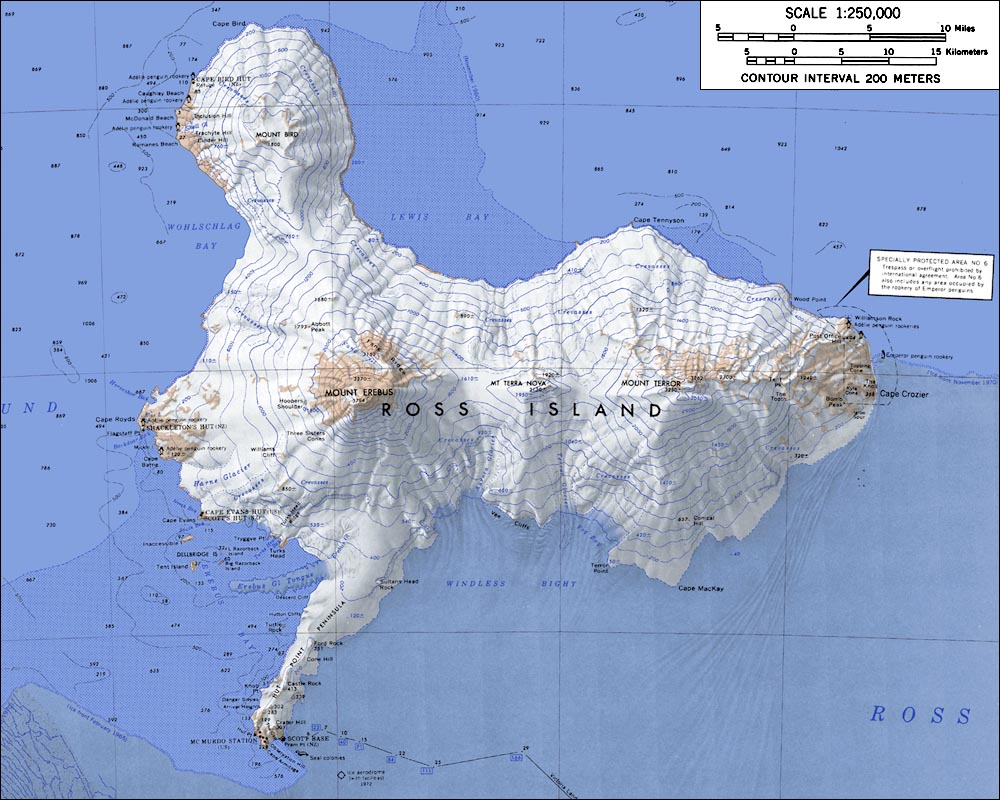
Mapa de l'illa de Ross

L'Illa Ross està formada per tres volcans en el mar de Ross a l'Antàrtida, davant de la costa de la terra Victòria a l'estret McMurdo. La seva àrea és de 2.460 quilòmetres quadrats. Tant sol una petita part de l'illa està lliure de gel i neu.

## Història
Sir James Clark Ross la va descobrir en 1841, i va ser posteriorment nomenada així en el seu honor per Robert Falcon Scott. Allotja el volcà dorment Mont Terror, de 3.230 metres d'altitud, i el Mont Erebus, de 3.794, són els volcans actius més australs de la Terra. Ambdós van ser nomenats per Ross pels noms dels seus vaixells. La tercera major elevació és el Muntanya Byrd, nomenat per l'explorador estatunidenc Richard E. Byrd.
L'illa és reclamada per Nova Zelanda com a part de la Dependència Ross, però aquesta reclamació és en suspens en virtut del Tractat Antàrtic.